# 秃梗露珠草
秃梗露珠草（学名：Circaea glabrescens）为柳叶菜科露珠草属下的一个种，产中国湖南西部、湖北西部、四川北部、甘肃东南部、陕西中南部至山西西部，间断分布于台湾。